# 上水巴士總站

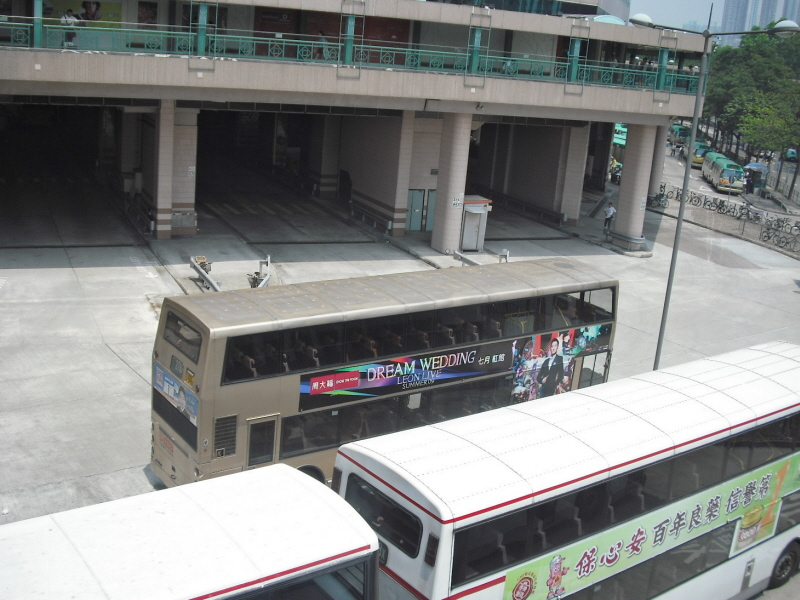
上水巴士總站背面

上水轉車站（英語：Sheung Shui Interchange）是位於香港新界北區上水的區域性大型巴士總站及轉車站。位於龍琛路上水廣場地面及彩園邨對出，附設小巴總站。現時有12條巴士路線以此處為總站，有29條巴士路線途經此站, 另外亦有12條小巴路線。上水轉車站有3間專營巴士公司提供服務，是北區最多的，是北區及北部都會區最大交通總匯, 全港唯一「五口通關」總站。（鐵路：羅湖站、落馬洲站；跨境巴士：文錦渡、沙頭角、皇崗）。
自「北區區域性巴士路線重組」實行起，此站為全香港第一個轉車站，獲冠以「上水轉車站」稱號，與華明巴士總站成為區內兩大轉車站，作為區內線與對外長途線間之轉駁點。

## 歷史
- 1973年7月16日：九巴重組路線編號後78、79線投入服務。
- 1983年7月16日：79線更改名稱為79K線。
- 1983年8月14日：78線更改名稱為78K線。
- 1985年11月17日：73K線投入服務。
- 1986年4月7日：70X線投入服務。
- 1993年7月1日：276線投入服務。
- 1993年12月17日：276P線投入服務。
- 1993年12月28日：373線投入服務。
- 1995年：上水廣場開幕，上水巴士總站遷入上水廣場底層現址。
- 1996年3月15日：278X線投入服務。
- 1997年1月13日：270A線投入服務。
- 1999年2月14日：N270線投入服務。
- 2002年1月22日：261P線投入服務。
- 2003年1月27日：N76線投入服務。
- 2010年12月13日: 270P線投入服務。
- 2011年2月14日：261P線總站遷往天平邨巴士總站[1]。
- 2013年8月19日：270B線投入服務[2]。
- 2013年11月25日：678線投入服務[3]。
- 2018年9月23日：W3線投入服務。
- 2022年9月5日：276C線總站遷往祥華巴士總站。

## 巴士路線概覽

### 上水轉車站A區(上水總站)
| 73K  | 文錦渡路                                                                             | 文錦渡             |
| 77K  | 粉錦公路、錦田公路、錦上路站、博愛醫院、元朗站                                       | 元朗（鳳翔路）     |
| 78K  | 新運路、粉嶺站、沙頭角公路（全段）                                                   | 沙頭角             |
| 78S  | 粉嶺站、沙頭角公路（全段）                                                           | 沙頭角             |
| 79K  | 馬會道、粉嶺站、沙頭角公路、坪輋路、蓮麻坑路                                         | 打鼓嶺（松園下）   |
| 270A | 百和路、粉嶺公路轉車站、九龍塘站、窩打老道、油麻地站、佐敦站、尖沙咀站               | 尖沙咀東（麼地道） |
| 270B | 百和路、粉嶺公路轉車站、長沙灣站、深水埗站、大角咀                                   | 奧運站             |
| 270P | 百和路、粉嶺公路轉車站、大角咀、旺角站、油麻地站、佐敦道                             | 九龍站             |
| 273D | 百和路                                                                               | 華明               |
| 276  | 博愛醫院、元朗站、元朗大馬路、屏山、天耀路                                           | 天慈               |
| 276P | 元朗站、元朗大馬路、屏山、洪水橋                                                     | 天水圍站           |
| 277E | 清河邨、粉嶺公路轉車站、九龍灣站、牛頭角站、觀塘站                                   | 藍田站             |
| 277P | 清河邨、百和路、粉嶺公路轉車站、鑽石山站、九龍灣站、牛頭角站、觀塘站                 | 藍田站             |
| 278X | 百和路、粉嶺公路轉車站、城門隧道轉車站、北葵涌、大窩口站、大河道                     | 荃灣如心廣場       |
| 673  | 馬會道、聯和墟、粉嶺公路轉車站、東區海底隧道、天后、銅鑼灣、灣仔、金鐘、中環、上環   | 香港站             |
| 673A | 馬會道、聯和墟、百和路、粉嶺公路轉車站、東區海底隧道、銅鑼灣、灣仔、金鐘、中環、上環 | 中環林士街         |
| 673P | 馬會道、聯和墟、粉嶺公路轉車站、東區海底隧道、銅鑼灣、灣仔、金鐘、中環、上環         | 中環林士街         |
| 678  | 百和路、東區海底隧道、英皇道、高士威道、香港大球場                                   | 銅鑼灣東院道       |
| N78  | 新運路、粉嶺站、沙頭角公路（全段）、皇后山                                           | 沙頭角             |
| T277 | 百和路、九龍灣及觀塘商貿區                                                           | 藍田站             |
| W3   | 百和路、大埔太和路、廣福邨、沙田站、大角咀                                           | 西九龍站           |

### 上水轉車站B區(上水站)
| 56   | 兆康苑、屯門醫院、和田邨                                             | 屯門菁田邨 |
| 56   | 上水天平                                                             |            |
| 56A  | 兆康苑、屯門醫院、和田邨                                             | 屯門菁田邨 |
| 56A  | 天平邨、聯和墟                                                       | 粉嶺皇后山 |
| 70K  | 馬會道、馬適路、聯和墟、粉嶺站                                       | 華明       |
| 73B  | 粉嶺公路轉車站、太和站、大埔中心                                     | 那打素醫院 |
| 261  | 嶺南大學、兆康站、新墟站、屯門市中心                                 | 屯門三聖邨 |
| 261  | 天平邨、聯和墟、粉嶺站                                               | 粉嶺祥華   |
| 261P | 洪水橋、藍地                                                         | 屯門兆康苑 |
| 261P | 上水天平                                                             |            |
| 261S |                                                                      |            |
| 270  |                                                                      | 翠麗花園   |
| 270  | 上水天平                                                             |            |
| 270D | 天平邨                                                               | 粉嶺聯和墟 |
| 270S | 馬會道                                                               | 粉嶺聯和墟 |
| 273B | 新運路                                                               | 清河邨     |
| 277E | 清河邨、粉嶺公路轉車站、九龍灣站、牛頭角站、觀塘站                   | 藍田站     |
| 277E | 翠麗花園                                                             | 上水天平   |
| 277P | 清河邨、百和路、粉嶺公路轉車站、鑽石山站、九龍灣站、牛頭角站、觀塘站 | 藍田站     |
| 277P | 翠麗花園                                                             | 上水天平   |
| 279A | 大欖隧道轉車站、青衣西路                                             | 青衣站     |
| 279B | 大欖隧道轉車站、葵芳站                                               | 葵興站     |
| 279X | 大欖隧道轉車站、青衣西路                                             | 青衣站     |
| 279X | 百和路、粉嶺站                                                       | 粉嶺聯和墟 |

### 上水轉車站C區(上水站)
| 76K  | 青山公路（古洞段、新田段、元朗段）、古洞路、落馬洲新田、新潭路 | 朗屏邨       |
| 78B  |                                                                | 彩園         |
| 178R | 天平邨                                                         | 聯和墟       |
| 261X | 紅橋、屯門市中心、置樂花園、三聖邨、黃金海岸                   | 掃管笏       |
| 273A |                                                                | 彩園         |
| 276A | 天水圍站、天耀路、天瑞路                                       | 天恆         |
| 276B | 天城路、天葵路、濕地公園、天恆                                 | 天富         |
| 276C | 元朗站、朗屏站、朗屏邨                                         | 天水圍站     |
| 978  | 大欖隧道轉車站、西區海底隧道、民光街、干諾道中                 | 會展站       |
| 978A | 大欖隧道轉車站、西區海底隧道、民光街、干諾道中                 | 會展站       |
| 978B | 大欖隧道轉車站、西區海底隧道、民光街、干諾道中                 | 會展站       |
| N73  |                                                                | 落馬洲新田   |
| N373 | 馬會道、馬適路                                                 | 粉嶺聯和墟   |
| T270 | 九龍站、九龍公園徑                                             | 尖沙咀麼地道 |

### 上水轉車站D區(上水站)
| 76K  |                                                                                                  | 清河邨       |
| 78B  | 北區醫院、百和路                                                                                 | 粉嶺皇后山   |
| 261X | 北區醫院、百和路                                                                                 | 粉嶺祥華     |
| 273A | 北區醫院、百和路                                                                                 | 華明         |
| 276A |                                                                                                  | 上水太平     |
| 276B |                                                                                                  | 彩園         |
| 276C | 北區醫院、百和路                                                                                 | 粉嶺祥華     |
| 978  | 北區醫院、百和路                                                                                 | 華明         |
| 978A | 天平邨、馬適路                                                                                   | 粉嶺聯和墟   |
| N73  | 百和路、粉嶺站、大窩西支路、大埔公路大窩段、太和站、大埔中心、源禾路                             | 沙田市中心   |
| N373 | 百和路、粉嶺站、大窩西支路、九龍塘站、窩打老道、公主道、紅磡海底隧道、告士打道、金鐘道、德輔道中 | 中環港澳碼頭 |

## 轉車站A區路線資料（上水總站）

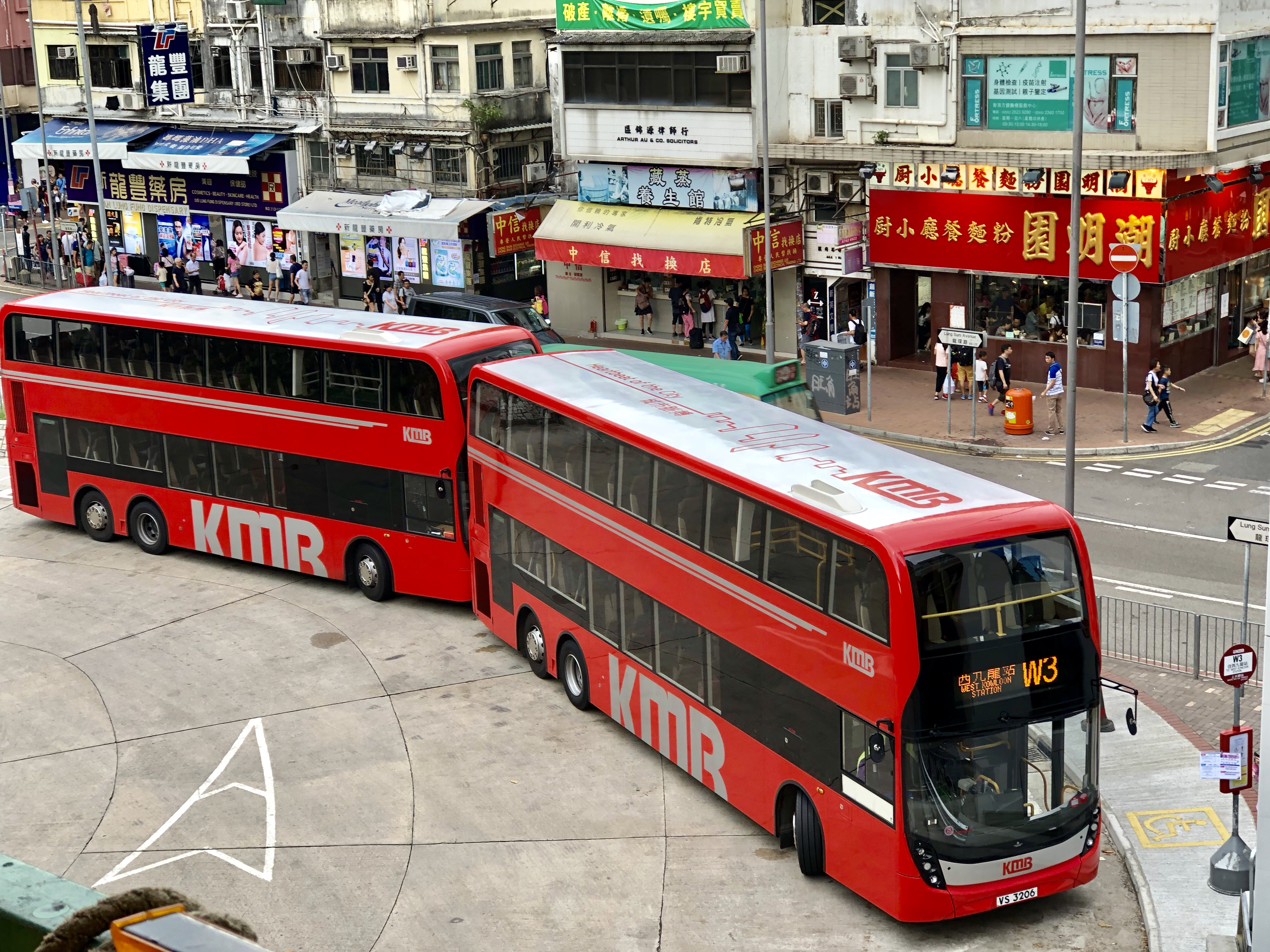
W3 在上水總站待發

#### 九龍巴士73K線
- 上水 ↔ 文錦渡（新屋嶺村）
- 上水 ↔ 鳳溪第一中學（上課日特別班次）

由九龍巴士營運的一條路線，提供上水及石湖墟往來文錦渡的巴士服務路線。1982年12月24日由73線分拆出來，編號為73A；再於1983年7月16日配合當時的九廣鐵路全面電氣化更改名稱為73K。

#### 九龍巴士77K線
- 上水 ↔ 元朗（鳳翔路）
- 上水 → 元朗（西）（特別班次）
- 上水 → 錦上路站（特別班次）

由九龍巴士營運的一條路線，提供元朗、錦田經粉錦公路至上水的巴士服務。

#### 九龍巴士78K、78S、N78線
78K
- 太平 ↔ 沙頭角

由九龍巴士營運的一條路線，歷史悠久，提供上水、彩園邨、港鐵粉嶺站、聯和墟往來孔嶺、沙頭角的巴士服務。1973年7月16日起重組路線編號改稱78；再於1983年8月14日配合當時的九廣東鐵全面電氣化更改名稱為78K。
78S
- 上水 ↔ 沙頭角

由九龍巴士營運的一條路線，於2024年1月1日為配合沙頭角第二期開放計劃開始提供服務，起訖點與走線跟78K線相同，但沙頭角公路只停少數中途站而不經聯和墟巴士總站及聯和墟內街，只於每日上午非繁忙時間及下午繁忙時間分別提供去程及回程服務。
N78
- 上水 ↔ 沙頭角

由九龍巴士營運的一條路線，提供上水、彩園邨、港鐵粉嶺站、聯和墟往來皇后山邨、孔嶺、沙頭角的通宵巴士服務。於2021年11月30日起投入服務。只在每天深宵於上水開出2班及每天深宵於沙頭角開2班。

#### 九龍巴士79K線
- 上水 ↔ 打鼓嶺（松園下）

由九龍巴士營運的一條路線，提供上水、聯和墟往來軍地、孔嶺及坪輋路一帶地區的巴士服務。於1973年7月16日重組路線編號改稱79；再於1983年7月16日配合當時的九廣東鐵全面電氣化時更改名稱為79K。

#### 九龍巴士270A線
- 上水 ↔ 尖沙咀東（麼地道）

由九龍巴士營運的一條路線，提供上水區及粉嶺南往來九龍塘、油麻地、佐敦及尖沙咀的特快巴士服務。於1997年1月13日起投入服務。

#### 九龍巴士270P線
- 上水 → 九龍站

由九龍巴士營運的一條路線，提供上水區及粉嶺南經青沙公路單向往大角咀、旺角、油麻地及佐敦的巴士服務，於2010年12月13日投入服務。

#### 九龍巴士270B線
- 上水 ↔ 奧運站
- 上水 → 旺角(特別班次)
- 深水埗 → 上水(特別班次)

由九龍巴士營運的一條路線，提供上水區及粉嶺南經青沙公路往來長沙灣、深水埗及旺角的巴士服務，於2013年8月19日投入服務；2018年12月30日提升為全日服務並延長至奧運站。

#### 九龍巴士273D線
- 上水 ↺ 粉嶺（華明）

由九龍巴士營運的一條路線，是273A的晨早輔助路線，提供來往清河邨、嘉福邨、華明邨、雍盛苑、欣盛苑的巴士服務。於2010年8月26日起投入服務，祇於星期一至五早上提供服務。2014年8月2日，改為全日提供服務並延長至此。

#### 九龍巴士276線
- 天水圍（天慈邨） ↔ 上水

由九龍巴士營運的一條路線，提供元朗區來往上水的巴士服務。於1993年7月1日起投入服務。為配合新界環迴公路（坳頭至上水段，後稱新田公路及粉嶺公路）通車及天水圍新市鎮發展而開辦。

#### 九龍巴士276P線
- 天水圍站 ↔ 上水

由九龍巴士營運的一條路線，是276線的輔助線，提供元朗區來往上水的巴士服務。1993年12月17日投入服務。

#### 九龍巴士278X線
- 上水 ↔ 荃灣（如心廣場）

由九龍巴士營運的一條路線，提供上水、粉嶺南往來梨木樹、葵涌、荃灣的特快路線。前身為早晨特別線278P，於1996年3月15日起投入服務，後於1998年11月1日提升至每天全日服務，並改稱278X。

#### 九龍巴士T277線
- 上水 ↔ 藍田站

#### 九龍巴士SP7線
- 啟德體育園 → 上水

#### 九龍巴士W3線
- 上水 ↔ 佐敦（西九龍站）

由九龍巴士營運的高鐵特快專線，提供上水、粉嶺南、大埔太和邨、大埔超級城、廣福邨、沙田站、大角咀及西九龍高鐵站的特快路線。由於上水巴士總站車道及泊位不足，故本線總站設在上水巴士總站後方（近中港直通巴站）。本線設有來回車票優惠，有關車票可在站長室購買。

#### 過海隧道巴士673、673A、673P線
673
- 上水 ↔ 中環（香港站）

由九龍巴士獨自經營的一條路線，2016年10月22日改為全日提供服務並延長至此，提供上水及粉嶺（聯和墟、祥華邨）往來銅鑼灣、灣仔、金鐘、中環及上環，於2015年9月14日投入服務，2016年10月22日，改為全日提供服務並延長至此。
673A
- 上水 → 中環（林士街）（上午班次）
中環（香港站） → 上水（下午班次）

673P
- 上水 → 中環（林士街）

#### 過海隧道巴士678線
- 上水 ↔ 銅鑼灣（東院道）

由九龍巴士及城巴聯合經營的一條路線，提供上水及粉嶺往東區及銅鑼灣的早晨特快巴士服務。於2013年11月25日起投入服務。平日上午繁忙時間於上水開出4班（0645、0705、0720、0735）及平日下午繁忙時間於銅鑼灣開4班（1745、1805、1825、1845）。

## 途經路線資料(上水站)

### 上水轉車站B區
位於上水新運路西行，港鐵上水站A3及D1出口外

#### 城巴56線
- 屯門（菁田及和田） ↔ 上水（天平邨）

#### 城巴56A線
- 屯門（菁田及和田） ↔ 粉嶺皇后山

#### 九龍巴士70K線
- 粉嶺（華明） ↺ 上水（清河）

#### 九龍巴士73B線
- 全安路（那打素醫院） ↺ 上水站

#### 九龍巴士261線
- 屯門（三聖邨） ↔ 粉嶺（祥華）

#### 九龍巴士261P、261S線
261P
- 屯門（兆康苑） ↔ 上水（天平）

261S
- 屯門（寶田邨） → 上水（天平）

#### 九龍巴士270線
- 翠麗花園 ↺ 天平邨

#### 九龍巴士270D線
- 粉嶺（聯和墟） ↔ 深水埗

#### 九龍巴士270S線
- 尖沙咀東（麼地道） → 粉嶺（聯和墟）

#### 九龍巴士273B線
- 清河邨 ↺ 上水站

#### 九龍巴士277E、277P線
277E
- 上水（天平） ↔ 藍田站

由九龍巴士營運的一條路線，提供上水及清河邨來往九龍灣、牛頭角、觀塘等地的特快巴士服務。於2013年8月24日開辦，是觀塘區往返北區的三條常規巴士路線之一。
277P
- 上水（天平） ↔ 藍田站

由九龍巴士營運的一條路線，是277E的特別班次，提供上水、清河邨及粉嶺南來往鑽石山、新蒲崗、九龍灣、牛頭角、觀塘等地的特快巴士服務。於2013年8月24日開辦，於每日早上及下午部份時段提供服務，是觀塘區往返北區的三條常規巴士路線之一。

#### 九龍巴士279A、279X線
279A
- 粉嶺（聯和墟） ↔ 青衣站

279X
- 粉嶺（聯和墟） ↔ 青衣站

#### 九龍巴士279B線
- 粉嶺（聯和墟） → 葵興站

#### 龍運巴士A43、A43P線
A43
- 粉嶺（聯和墟） ↔ 機場（地面運輸中心）

由龍運巴士營運的一條路線，提供聯和墟、祥華、粉嶺南、上水市中心及上水站來往香港國際機場及港珠澳大橋香港口岸的通天豪華巴士服務，於1999年1月30日起投入服務。是新香港國際機場於1998年7月6日啟用及首批機場巴士線投入服務後，首條全新開辦的機場巴士路線。現時本線是眾多龍運巴士路線中最賺錢的一條。(另一條是龍運巴士A31線)
- 本線與龍運巴士N42A線一樣稱呼此站上水廣場。

A43P
- 粉嶺（聯和墟） ↔ 機場（地面運輸中心）

由龍運巴士營運的一條路線，提供聯和墟、祥華、上水市中心、上水站及落馬洲來往香港國際機場的通天豪華巴士服務，於2015年9月30日起投入服務。
- 本線與龍運巴士N42A線一樣稱呼此站上水廣場。

#### 龍運巴士NA43線
- 粉嶺（聯和墟） ↔ 港珠澳大橋香港口岸（經機場客運大樓）

由龍運巴士營運的一條路線，提供聯和墟、祥華、粉嶺南、上水市中心、上水站及落馬洲來往香港國際機場及港珠澳大橋香港口岸的通天豪華巴士服務，於2016年12月17日起投入服務。
- 本線與龍運巴士N42A線一樣稱呼此站上水廣場。

#### 龍運巴士N42A線
- 粉嶺（聯和墟） ↔ 東涌站（經機場）

由龍運巴士營運的一條路線，提供聯和墟、粉嶺南、上水、太和、大埔中心、大埔墟及廣福來往香港國際機場、機場後勤區及東涌市中心的通宵巴士服務。於2006年7月17日凌晨起投入服務。
- 本線與龍運巴士A43、A43P、NA43線一樣稱呼此站上水廣場。

### 上水轉車站C區
位於新界北區上水彩園路西行綫近港鐵上水站C出口、彩園邨、旭埔苑對開

#### 九龍巴士76K線
- 上水（清河） ↔ 朗屏邨

#### 九龍巴士78B線
- 粉嶺（皇后山） ↔ 上水（彩園）

#### 九龍巴士261X線
- 掃管笏 ↔ 粉嶺（祥華）

#### 九龍巴士273A線
- 彩園 ↺ 華明

#### 九龍巴士276A線
- 天水圍（天恆邨） ↔ 上水（太平）

#### 九龍巴士276B線
- 天水圍（天富） ↔ 上水（彩園）

#### 九龍巴士276C線
- 天水圍站 ↔ 粉嶺（祥華）

#### 過海隧道巴士178R線
- 灣仔 （會展） → 聯和墟

#### 過海隧道巴士978線
- 粉嶺（華明） ↔ 會展站

#### 過海隧道巴士978A線
- 粉嶺（聯和墟） ↔ 會展站

#### 過海隧道巴士978B線
- 粉嶺（置福圍） → 會展站

#### 九龍巴士T270線
- 粉嶺（祥華） ↔ 尖沙咀東（麼地道）

#### 九龍巴士T277線
- 上水 ↔ 藍田站

#### 九龍巴士N73線
- 沙田市中心 ↔ 落馬洲

#### 過海隧道巴士N373線
- 粉嶺（聯和墟） ↔ 中環（港澳碼頭）

### 上水轉車站D區(往粉嶺方向)
位於新界北區上水彩園路東行綫近港鐵上水站C出口

#### 九龍巴士76K線
- 上水（清河） ↔ 朗屏邨

#### 九龍巴士261X線
- 掃管笏 ↔ 粉嶺（祥華）

#### 九龍巴士270R線
- 香港體育館 → 粉嶺（聯和墟）（經落馬洲）

#### 九龍巴士273A線
- 彩園 ↺ 華明

#### 九龍巴士276A線
- 天水圍（天恆邨） ↔ 上水（太平）

#### 九龍巴士276B線
- 天水圍（天富） ↔ 上水（彩園）

#### 九龍巴士276C線
- 天水圍站 ↔ 粉嶺（祥華）

#### 過海隧道巴士978線
- 粉嶺（華明） ↔ 會展站

#### 過海隧道巴士978A線
- 粉嶺（聯和墟） ↔ 會展站

#### 九龍巴士N73線
- 沙田市中心 ↔ 落馬洲

#### 過海隧道巴士N373線
- 粉嶺（聯和墟） ↔ 中環（港澳碼頭）

## 總站路線資料（專線小巴）
上水專線小巴總站是香港路線最多的小巴總站之一。

### 新界區專線小巴44線
- 屯門碼頭 ↔ 上水站

### 新界區專線小巴44A線
- 屯門站 ↔ 上水站

### 新界區專線小巴44A1線
- 寶田 → 上水站

### 新界區專線小巴50A線
- 上水站 ↺ 古洞

### 新界區專線小巴50K線
- 上水站 ↔ 坑頭

### 新界區專線小巴51B線
- 上水站 ↔ 馬草壟/料壆

### 新界區專線小巴51K線
- 上水站 ↔ 河上鄉

### 新界區專線小巴55K線
- 上水站 ↔ 沙頭角

### 新界區專線小巴57K線
- 上水站 ↔ 唐公嶺／蕉徑

### 新界區專線小巴58K線
- 上水站 ↔ 丙崗／北區醫院

### 新界區專線小巴59A線
- 上水鄉 ↺ 上水站

### 新界區專線小巴59K線
- 上水站 ↔ 蓮麻坑

### 新界區專線小巴59S線
- 上水站 ↔ 香園圍口岸

### 新界區專線小巴605線
- 上水站 ↔ 麒麟村

## 過往路線
- 九龍巴士70線（已取消）
- 九龍巴士70P線（已取消）
- 九龍巴士70X線（已取消）
- 九龍巴士76K線
- 過海隧道巴士373P線（已取消）
- 九龍巴士N76線（已取消）
- 九龍巴士N270線（已取消）
- 九龍巴士T270線

## 鄰近地點
| - 上水廣場 - 上水中心 - 上水名都 |  | - 新都廣場 - 龍豐花園 |  | - 彩園邨 - 上水站 |  | - 北區大會堂 - 石湖墟市政大廈 |  | - 上水公共圖書館 - 上水小巴總站 |